# Desmodus
Desmodus forma un género de quirópteros el cual integra la familia Phyllostomidae. Está compuesto por 5 especies (solo una viviente), referidas a selvas y bosques de la región Neotropical.

## Características y costumbres
Estos murciélagos poseen una dieta sumamente especializada, son hematófagos, alimentándose de sangre de ejemplares vivos de mamíferos, a los que muerden por las noches, mientras duermen.

## Taxonomía
Este género fue descrito originalmente en el año 1826 por el explorador, etnólogo y naturalista alemán Maximilian zu Wied-Neuwied.
Junto con los géneros Diaemus y Diphylla, Desmodus integra la subfamilia Desmodontinae de la familia Phyllostomidae.
Subdivisión
El género está compuesto por 5 especies, de las cuales solo una es viviente:
- Desmodus rotundus (É Geoffroy, 1810)
- Desmodus archaeodaptes † Morgan, Linares & Ray, 1988[4]
- Desmodus draculae † Morgan, Linares & Ray, 1988[4][5]
- Desmodus puntajudensis † Woloszyn & Mayo, 1974[6]
- Desmodus stocki † Jones, 1958[7]

## Distribución
Sus especies fueron referidas en ecosistemas costeros marinos o boscosos, tropicales y subtropicales de América del Norte, Central y del Sur, desde Estados Unidos hasta el centro de la Argentina y de Chile por el sur.